# Sondrio
Sondrio er en by i regionen Lombardiet i det nordlige Italien med 21.066 (2023) indbyggere. Den er hovedbyen i provinsen Sondrio. Byen ligger midt i dalen Valtellina ved floden Adda.